# Ołeksij Sycz
Ołeksij Mykołajowycz Sycz, ukr. Олексій Миколайович Сич (ur. 1 kwietnia 2001 we wsi Zoria obwodu rówieńskiego) – ukraiński piłkarz, grający na pozycji obrońcy.

## Kariera piłkarska

### Kariera klubowa
Wychowanek Szkoły Sportowej Karpaty Lwów, barwy których bronił w juniorskich mistrzostwach Ukrainy (DJuFL). 9 sierpnia 2019 roku rozpoczął karierę piłkarską w juniorskiej drużynie Karpaty U-19, potem grał w młodzieżowej drużynie. 14 marca 2020 zadebiutował w podstawowej jedenastce Karpat w meczu derbowym z FK Lwów. Na początku października 2020 roku odszedł do Ruchu Lwów, skąd wkrótce został wypożyczony do Karpat z Halicza. 7 września 2022 został wypożyczony do belgijskiego klubu KV Kortrijk.

### Kariera reprezentacyjna
Od 2021 bronił barw młodzieżówki.

## Sukcesy i odznaczenia

### Sukcesy reprezentacyjne
Ukraina U-21
- brązowy medalista Mistrzostw Europy U-21: 2023